# 神戸モリーママ
株式会社神戸モリーママ（こうべモリーママ）は兵庫県神戸市中央区東川崎町に本拠を置く、日本の洋菓子メーカー。神戸伝承のフランスパンをベースにした「神戸モリーママラスク」は神戸セレクションに第1回から12年連続認定されたほか、通販サイト楽天市場では2008年以降、もっとも売れているラスクとして度々1位を獲得している。

## 概要
「あなたを幸せにする甘い魔法」をキャッチフレーズに、パン文化を日本全国に広めた神戸伝承のフランスパンベースのハードタイプのラスクを主力商品とする洋菓子メーカー。その昔、外国船員の間で神戸の水は長い航海の間も腐らない水として重宝されたといわれるが、モリーママのラスクには、神戸北部の地下140mからくみ上げた天然水と、厳選された小麦粉、赤穂の天塩を使用し、創業時から変わらぬ製法により作られる。
ラスクには1日1万枚売れている「プレーン」のほか、直営店限定のオリジナルスイーツでラスクと他のスイーツを組み合わせた「ラスク・マリアージュ」、小箱入りの「ラスクミニヨンコフレ」などがある。「関西の三大人気手みやげ」神戸駅2010年度年間第1位獲得、神戸social venture award優秀賞、楽天ランキング・ラスク部門1位、楽天市場月間MVPスイーツジャンル賞受賞、神戸手みやげランキング1位（日経新聞）など多くの受賞歴を持つほか、2016年10月には「ラスク・マリアージュ」が楽天市場で新たに始まった高品質な商品を認定する制度「楽天グルメセレクション」の第1回目の7商品のうちの一つに選ばれた。

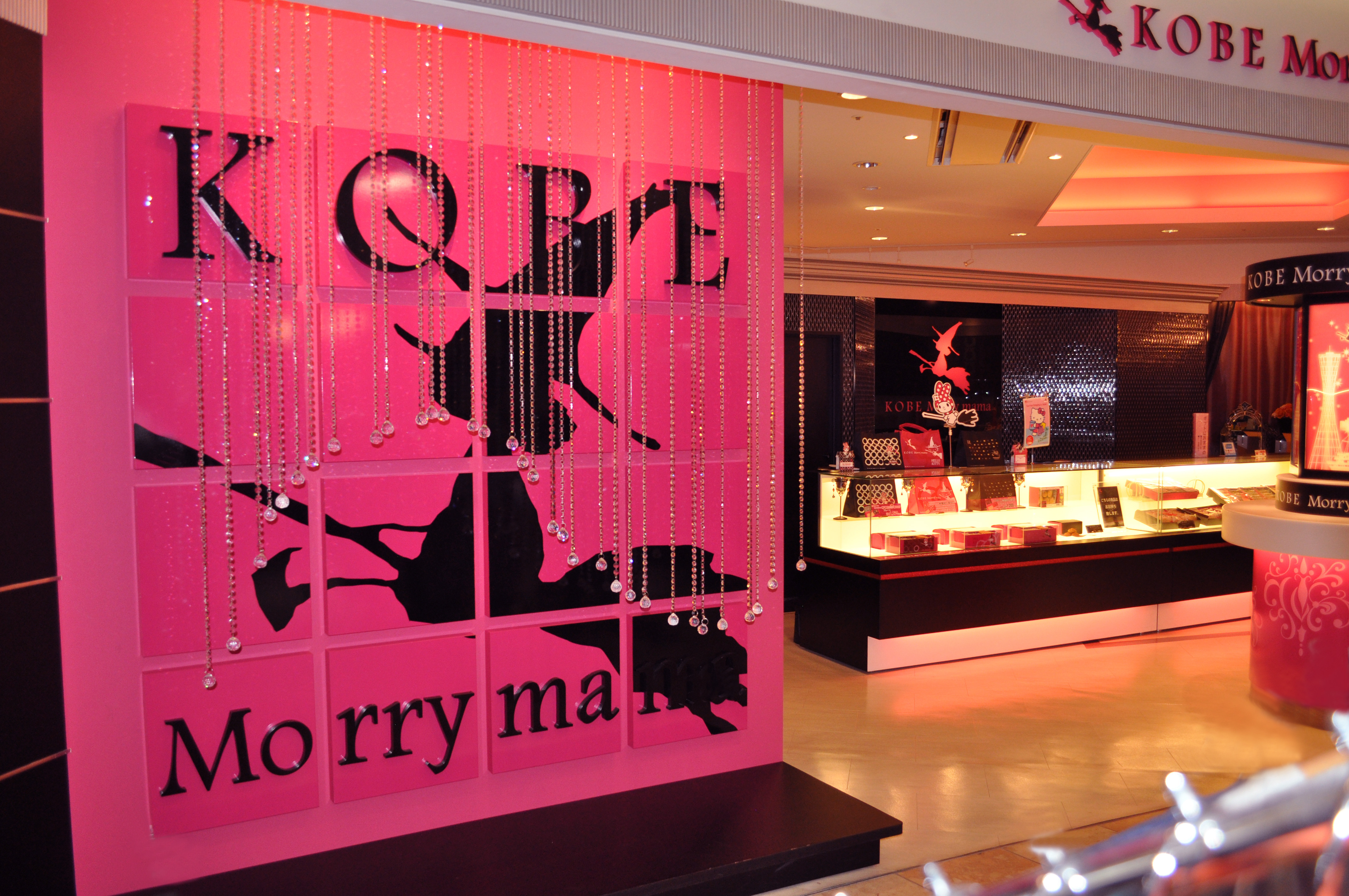
ハーバーランド店

ラスク以外ではロールケーキやマロンパイ、神戸ワインを使ったワインケーキ、シフォンケーキ、シュトーレン、フィナンシェなどを製造している。スイーツ全般を担当するのは、チーフパティシエの豊嶋丈志で、自家栽培のイチゴを使用するなど地産地消、安全と素材にこだわった製品作りを行っている。同社の製品は、ハーバーランドの直営2店舗をはじめ、各地の観光地、空港、駅、高速道路パーキングエリア、百貨店、ショッピングセンター、通販サイトなどで販売されている。
同社が通販サイトで販売するラスクの売上げの一部は、神戸市社会福祉協議会と公益財団法人日本財団を通して、2011年4月以降、東日本大震災、熊本地震などの被災地への義援金として充てられた。

## 沿革
出典
- 2007年（平成19年）
  - 4月 - 創業。神戸発のスイーツブランドとして「あなたを幸せにする甘い魔法」をキャッチフレーズとした「神戸モリーママ」の販売を開始。
  - 7月 - 女性をターゲットにパッケージデザインにもこだわったラスク「波の魔法箱」を発売。8月にはラスク「波の魔法箱」が第1回神戸セレクションに認定される。
  - 12月 - インターネットショッピングモール｢楽天市場｣に神戸モリーママ楽天市場店オープン。
- 2008年（平成20年）
  - 1月 - 楽天市場店にて神戸モリーママラスクがヒット商品となり、楽天ランキング・ラスク部門1位獲得。
  - 4月 - 全国菓子大博覧会・2008姫路菓子博に出店。
  - 8月 - 「神戸発スイーツブランド神戸モリーママ・ヒットの裏側」と題した番組がテレビで放送される。第2回神戸セレクションに認定（2年連続）。
  - 9月 - 関西を中心に百貨店、ショッピングセンター、駅、空港などでも取り扱い開始。
  - 12月 - 楽天ランキング2008ラスク部門累計47週1位獲得。楽天市場2008年ラスク部門販売実績No.1。
- 2009年（平成21年）
  - 2月 - テレビ番組にて「1日1万枚売れるラスク」として紹介される。
  - 3月 - 「魔法の神戸カシミヤロール」、「魔法の窯出しとろ生プリン」を開発、発売開始。楽天市場月間MVPスイーツジャンル賞受賞。第3回神戸セレクションに認定（3年連続）。
  - 12月 - 楽天ランキング2009ラスク部門累計51週1位獲得。楽天市場2009年ラスク部門販売実績No.1。
- 2010年（平成22年）
  - 3月 - 「お取り寄せ大人気ラスク」としてテレビ紹介される。
  - 4月 - 株式会社 神戸モリーママ設立。
  - 5月 - ラスク「魔女の魔法箱」とミニヨンコフレ「かわいい小箱」、ラスクマリアージュ「幸せにする甘い出逢い」、「神戸スイーツラスク」など新製品を発売開始。神戸ハーバーランド本店オープン。楽天市場月間MVPスイーツジャンル賞受賞。
  - 10月 - 第4回神戸セレクションに認定（4年連続）。
  - 11月 - umieモザイク店オープン。
  - 12月 - 楽天ランキング2010ラスク部門累計45週1位獲得及び楽天市場2010年ラスク部門販売実績No.1。
- 2011年（平成23年）
  - 1月 - 日経新聞にて神戸手みやげランキング1位獲得。
  - 3月 - 神戸モリーママラスクが「関西の三大人気手みやげ」神戸駅2010年度年間第1位商品となる。楽天市場月間MVPスイーツジャンル賞受賞。
  - 4月 - ラスク「波の魔法箱」が平成23年度キヨスク推奨プレミアムギフト認定商品となる。
  - 8月 - ラスクの販売数が1日10万枚達成する。第5回神戸セレクションに認定（5年連続）。
- 2012年（平成24年）
  - 9月 - 2012神戸セレクション6に認定（6年連続）。
  - 12月 - 楽天市場2012年ラスク部門販売実績1位。
- 2013年（平成25年）
  - 6月 - 神戸モリーママラスクがソラシドエアー神戸・沖縄便就航記念及びエアドゥー神戸・札幌便就航記念神戸スイーツとして選定。
  - 7月 - 2013神戸セレクション7に認定（7年連続）。神戸モリーママラスクがスカイマーク神戸・石垣島便就航記念品神戸スイーツとして選定。
  - 12月 - 楽天ランキング2013ラスク部門累計45週1位。楽天市場2013年ラスク部門販売実績1位。神戸モリーママラスクがスカイマーク神戸・米子便就航記念神戸スイーツとして選定。
- 2014年（平成26年）
  - 4月 - 神戸モリーママラスクがスカイマーク神戸・仙台便就航記念神戸スイーツとして選定。
  - 6月 - 神戸モリーママラスクがエアドゥー神戸・札幌便就航1周年記念神戸スイーツとして選定。
  - 8月 - 神戸セレクション8に認定（8年連続）。
  - 12月 - 楽天ランキング2014ラスク部門累計34週1位獲得。楽天市場2014年ラスク部門販売実績1位。
- 2015年（平成27年）
  - 9月 - 神戸セレクション9に認定（9年連続）。
- 2016年（平成28年）
  - 2月 - 早駒運輸「神戸シーバス」が期間限定で運行する遊覧船「ファンタジー号」の期間限定のクルージング企画「バレンタインクルーズ in ファンタジー」にてバレンタイン限定ラスク2種が採用される[11]。
  - 9月 - 神戸セレクション10に認定（10年連続）。
  - 11月 - 「五つ星ひょうご」に神戸シュトーレン〜六甲の雪化粧〜選定[12]。
- 2017年（平成29年）
  - 1月 - TBS日曜劇場「A LIFE〜愛しき人〜」にて神戸モリーママラスクが劇中で使用される。
  - 11月 - 神戸セレクション11に認定（11年連続）。
- 2018年（平成30年）
  - 11月 - 神戸セレクション12に認定（12年連続）。
- 2020年（令和２年）
  - ５月　- Yahoo!ショッピングにて販売開始

## 商品構成

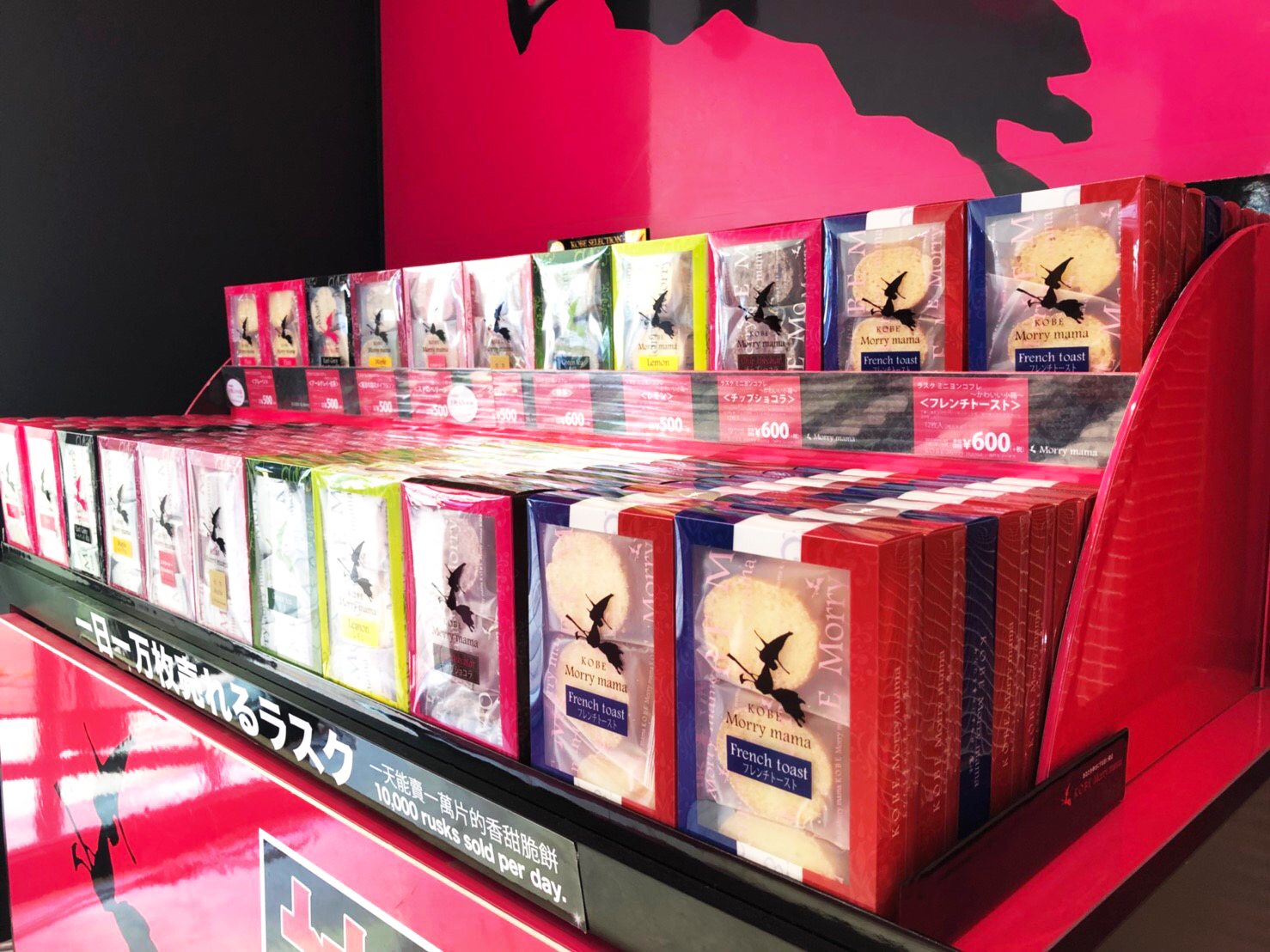
主力商品のラスク。

ラスク
波の魔法箱（プレーン、チップショコラ、アールグレイ・紅茶、メイプルン）
ラスク・マリアージュ
ラスクミニヨンコフレ
ロールケーキ
魔法のカシミヤロール
マロンパイ
魔法のまるごとマロンパイ - まるごと1個の栗とアーモンドクリームが入っているパイ。
ワインケーキ
神戸ワインケーキ - 神戸ワインを使用した大人向けのケーキ。
シフォンケーキ
魔法のシフォン・メイプルン
シュトーレン
神戸六甲の雪化粧
フィナンシェ
神戸フィナンシェ・ドゥール - 澄ましバターの上澄みだけを使用している。
デザート
魔法の窯出しとろ生プリン
神戸モザイク・ラスクアイス 各種
その他、ギフト用セット

## ブランドシンボル
ブランドシンボルは「お菓子に魔法をかけるお洒落な魔女」で、ブラックとビビッドピンクをブランドカラーとしている。古来よりの自然哲学では黒は同社がこだわる水を意味し、ビビッドピンクは製品に対する「熱いハート」を表現している。

## 本社所在地
兵庫県神戸市中央区東川崎町1-5-7 神戸情報文化ビル1F

## 店舗
神戸ハーバーランド店
神戸市中央区東川崎町1-5-7 神戸情報文化ビル1F
神戸ハーバーランド・umieモザイク店
神戸市中央区東川崎町1-6-1 umieモザイク2F